# Pad (földrajz)
A pad tengerfenéki alakzat, pozitív (kiemelkedő) domborzati mikroforma, amely fölött a vízréteg viszonylag sekély, mindössze néhány tíz méteres. A hasonló, selfen lévő vízfenéki topográfiai alakulatoktól az különbözteti meg, hogy lejtőszöge kisebb a mélyebben fekvő oroménál, legfeljebb 25-30 fokos, de nem közelíti meg annyira a vízfelszínt, mint a zátony, ezzel nem veszélyezteti a hajózás biztonságát. Kiterjedését tekintve lehet néhány, de akár több száz kilométeres is, mint például az északi-tengeri Dogger-pad vagy a Newfoundlandi-Nagy-padok.